# والدنیر دا سیلوا ویتالینو
والدنیر دا سیلوا ویتالینو (به پرتغالی: Valdenir da Silva Vitalino) هافبک اهل برزیل است که در شهر Barra Mansa و در تاریخ ۲۱ فوریهٔ ۱۹۷۷ به دنیا آمده‌است.
والدنیر دا سیلوا ویتالینو در تیم‌های فوتبال Entrerriense، Bangu، Madureira سابقهٔ حضور دارد.